# Peter Solley
Peter Solley (ook wel Pete Solley) (Londen, 19 oktober 1948 – Brattleboro (Vermont), 16 november 2023) was een Brits toetsenist en producent van muziekalbums.

## Biografie
Op dertienjarige leeftijd kreeg hij een beurs om aan het Trinity College of Music in Londen te studeren. Hij slaagde daar en ging aan de slag als studiomuzikant. In die hoedanigheid kwam hij in contact met Chris Farlowe en diens The Thunderbirds. Een korte periode bij The Crazy World of Arthur Brown volgde. Even later trad hij toe tot het trio Terry Reid, Keith Webb en Peter Solley. Na een Amerikaanse tournee vonden Webb en Solley het welletjes, de muzikale richting van Reid beviel hun niet; ze wilden vrij(er) zijn in hun muzikale mogelijkheden. Ze richtten samen Paladin op. Na twee albums Paladin en Charge! ging Paladin ter ziele. In 1973 was Solley terug te vinden bij Snafu (met een gelijknamig album) met Micky Moody en in 1974 Gravy Train (met Staircase to the day). In 1976 speelde hij mee op het album Something Magic van zijn eerst echt bekende band Procol Harum. Zijn verblijf was van korte duur; hij schoof door naar de begeleidingsband van Al Stewart en nam met hem Time passages op. Vervolgens speelde hij korte tijd in David Coverdales Whitesnake (album Snakebite). Daarna The Romantics (What I Like about You).
Inmiddels startte Solley een loopbaan als producent. Hij zat achter de knoppen bij opnamen van onder meer Ted Nugent, Motörhead, The Romantics, Peter Frampton (album Premonition), The Sports en Wreckless Eric. In die hoedanigheid ontving hij een Grammy Award voor zijn voor Motörheads album 1916. Naast zijn productiewerk componeerde hij muziek voor reclames zoals British Airways, BMW en Coca-Cola.
In zijn leven is er een soort permanente binding met Procol Harum en diens zanger Gary Brooker. In 1997 en 2004 zat Solley achter de toetsen bij concerten van zowel band als Brooker zelf. Ondertussen kwam Eric Clapton (2003) ook voorbij.
Solley overleed op 75-jarige leeftijd in Brattleboro.